# Erioptera (Mesocyphona) caliptera subevanescens
Erioptera (Mesocyphona) caliptera subevanescens is een ondersoort van de tweevleugelige Erioptera (Mesocyphona) caliptera uit de familie steltmuggen (Limoniidae). De ondersoort komt voor in het Neotropisch gebied.